# 金舒白
金舒白（1911年—？），女，汉族，上海人，中国针灸学家，曾任上海中医学院研究员、博士生导师。